# Demetri de Montferrat
Demetri de Montferrat (italià: Demetrio di Monferrato; grec: Δημήτριος Μομφερρατικός, Dēmētrios Momferratikos), fou el darrer rei de Tessalònica del 1207 al 1224. Va heretar el regne quan només tenia dos anys i el va perdre l'any que arribava a la majoria d'edat, conquerit pel Despotat de l'Epir.

## Orígens i successió al tron de Tessalònica
Demetri era fill de Bonifaci de Montferrat i Margarida d'Hongria, la vídua de l'emperador romà d'Orient Isaac II Àngel. En el repartiment del territori romà d'Orient que es va donar a l'acabament de la Quarta Croada, a Bonifaci li va tocar el Regne de Tessalònica. Bonifaci es va casar amb l'emperadriu vídua i així es va assegurar l'acceptació per part dels membres de l'aristocràcia local. El 1205 la parella va tenir un fill al qual van posar el mateix nom que el patró de la capital del regne, Tessalònica, sant Demetri.
El pare de Demetri va morir en una batalla contra els búlgars el 1207, i Kaloian de Bulgària va anar després a assetjar Tessalònica. El setge es va acabar amb l'assassinat de Kaloian, però la successió al tron de Demeti no estava segura. Atès que només tenia dos anys, els magnats del regne no el van acceptar i van proposar que la corona passés al germanastre de Demetri, el marquès Guillem VI de Montferrat. El Regne de Tessalònica era vassall de l'Imperi Llatí i l'emperador Enric no va estar d'acord amb la proposta. El desembre del 1208 Enric es va presentar amb el seu exèrcit a Tessalònica, els barons llombards de la ciutat, comandats pel comte Oberto II de Biandrate, li van tancar les portes de la muralla i van exigir algunes demandes poc raonables. L'emperador va fingir acceptar les demandes, posant com a única condició que Margarida les acceptés, i llavors el van deixar entrar. A Margarida li va encarregar que anul·lés els temes acordats i Enric va coronar el jove Demetri el 6 de gener del 1209, sota regència de Margarida. Durant la cerimònia de coronació els barons llombards van fer jurament de fidelitat. El papa Innocenci III va enviar validació del nomenament.

## Rebel·lió llombarda
Els drets de Demetri van ser traïts per Oberto, el qual es va apoderar de dues importants fortaleses: Serres i Kavala. Per tal d'arribar a una reconciliació, l'emperador va reunir la noblesa del regne en unes corts a Ravennika, però molts senyors no hi van acudir. Amadeo Buffa va anar a Ravenika i fou perdonat, la resta dels llombards no es van presentar, però sí que hi van estar presents cavallers francs com Odó I de la Roche, senyor d'Atenes i Godofreu I de Villehardouin, príncep d'Acaia. Havent fracassat la diplomàcia, Enric va aconseguir la submissió amb algunes intervencions militars, però encara li eren rebels els barons de la Grècia central i Eubea. L'emperador va sotmetre Albertino de Canossa i Ravano dalle Carceri a Tebes. Oberto va estar a punt de matar Enric però l'emperador va ser protegit per Ravano dalle Carceri,que era un dels triarques de Negrepont. L'emperador va tractar els barons rendits amb indulgència i els va permetre mantenir els seus feus.

## Guerra amb l'Epir
Resolts els problemes interns, van haver d'afrontar un atac del Despotat de l'Epir que volia ampliar el seu territori a expenses del de Tessalònica. L'emperador va deixar al càrrec de la regència al seu germà Eustaci de Flandes el 1210. La situació va canviar amb la mort d'Enric el 1216.
El nou emperador llatí, Pere II de Courtenay, va ser derrotat pels barons llombards, els quals van nomenar Guillem VI de Montferrat. Però llavors Teodor I de l'Epir reinicià les hostilitats amb el regne. Al llarg dels següents nou anys Teodor I Àngel-Comnè Ducas conquerí gradualment tot el territori del regne exceptuant la ciutat de Tessalònica. El regne s'hagué de defendre sol, ja que l'Imperi Llatí no pogué enviar-hi suport, doncs es trobava immers en una guerra contra l'Imperi de Nicea. Els barons llombards van fugir cap a Itàlia i la reina mare, Margarida, va fugir a Hongria, però sembla que Demetri es va quedar. El 1222, just quan Demetri aconseguí la majoria d'edat, Teodor I de l'Epir capturà Tessalònica i la major part del regne passà al Despotat de l'Epir.

## Mort
Mentrestant Guillem VI va provar de recuperar el regne convocant una croada, però quan els membres de la seva expedició van desembarcar era massa tard i el desembre del 1224 Teodor ja tenia la rendició total del regne. Demetri i l'arquebisbe van fugir a la cort italiana de l'emperador Frederic II i va participar en la croada de Llevant (cinquena croada). Demetri va morir el 1230 a Amalfi, després d'haver cedit els seus drets al tron a de Tessalònica a Frederic II.